# ᶏ
El símbolo ᶏ, es una letra utilizada en la notación fonética del Alfabeto Fonético Internacional (IPA). Se emplea para representar un sonido específico de las lenguas. Esta letra corresponde a un superíndice "t" que se utiliza para indicar una modificación del sonido consonántico, de la letra a y t.

## Codificación
| Carácter     | ᶏ                                        | ᶏ                                        |
| ------------ | ---------------------------------------- | ---------------------------------------- |
| Unicode      | latin small letter a with retroflex hook | latin small letter a with retroflex hook |
| Codificacion | decimal                                  | hex                                      |
| Unicode      | 7567                                     | U+1D8F                                   |
| UTF-8        | 7567                                     | 0x1D8F                                   |
| Ref.Numerica | &#x1D8F;                                 | &#x1D8F;                                 |